# Whigham (Georgia)
Whigham ist eine Stadt im Grady County des Bundesstaats Georgia in den Vereinigten Staaten.
Bei der Volkszählung 2010 betrug die Bevölkerung 471.

## Geographie
Die U.S. Route 84 führt durch das Zentrum der Stadt. Sie führt 13 Kilometer nach Osten bis Cairo und 24 Kilometer nach Westen bis Bainbridge. Die nächste größere Stadt, Tallahassee (Florida), befindet sich etwa 50 Kilometer südlich, die Hauptstadt Georgias, Atlanta, etwa 380 Kilometer nördlich. Das Stadtgebiet erstreckt sich über eine Fläche von 3,07 Quadratkilometer.

## Bevölkerung
Im Jahr 2010 wurde eine Einwohnerzahl von 471 Personen ermittelt, was einer Abnahme um 25,3 % gegenüber 2000 entspricht. In Whigham gibt 191 Wohneinheiten.

## Bildung
In Whigham gibt es die Whigham School, eine K-8 Schule, eine Schule die Schüler vom Alter zwischen 5 und 14 Jahren unterrichtet. Die High-School-Schüler besuchen die Cairo High School in der benachbarten Stadt Cairo.

## Persönlichkeiten
- Johnnie Marshall (* 1961), Gitarrist, in Whigham geboren